# Повідь у Сочі (2015)
Повідь у Сочі — стихійне лихо, яке сталося в місті Сочі та на всій території Сочинського й Адлерського районів Росії у червні 2015 року, коли за добу випало майже 2 місячні норми опадів.
В результаті зливи було перевищено максимальний рівень води в місцевих річках більш ніж на 1,2 метра. Залило залізничним вокзал і аеропорт, їх робота призупинена.
Найбільш поширеною версією катастрофічних масштабів повені вважають несправну роботу зливової каналізації, яка була «перероблена» при підготовці Зимової Олімпіади — переробка, здебільшого, виконувалась на папері, а гроші розкрадались. Головний редактор «БлогСочі» Олександр Валов стверджує, що під час будівництва олімпійських об'єктів були знищені багато природних водостоків, за якими могла стікати вода під час сильних злив. Крім цього, однією з причин катастрофічної повені він називає те, що через відключення електрики зупинилися насоси, що мали відкачувати дощову воду.
Сочі почало топити у вересні 2013 року — під час будівництва олімпійських об'єктів, і в липні 2014.